# 足利義稙
足利義稙（日语：／ Ashikaga Yoshitane，1466年9月9日—1523年5月23日、文正元年七月三十日—大永三年四月九日）是日本室町幕府第10代征夷大將軍。父親為第8代將軍足利義政之弟足利義視，母親為日野重政之女（日野富子之妹）。中國明朝則稱其為源义稙。

## 概要
初名義材（日语：／ Yoshiki）。明應七年（1498年）改名為義尹（日语：／ Yoshitada）、永正十年（1513年）當復任為室町幕府征夷大將軍再改名為義稙。
長享三年（1489年）三月，年僅25歲的第9代將軍足利義尚在爭討六角高賴暴亂時死去；於是義材和父親義視上洛，並被薦為第十代將軍。
但義視在當年與義尚爭奪成為繼承人的事件中，與義尚之母富子有過嫌隙，富子因此也連帶不喜歡義材。延德三年（1491年）一月，義視過世，富子便開始謀畫更換將軍之事。明應二年（1493年），富子與管領細川政元合作，廢除義材的將軍之位，改立堀越公方足利政知之子足利義澄當將軍。
義材經過幽禁、逃走，最後投靠周防大名大內義興。永正五年（1508年）在義興支持下回歸京城，並再任將軍。大永元年（1521年）義稙與細川高國不合而出走和泉國堺，高國也改立義澄之子足利義晴為新任將軍。義稙雖試圖再起與高國抗爭，但最後仍因兵力不足落敗。大永三年（1523年）四月，義稙在阿波國撫養（現在的鳴門市）逝世，享年58歲。

## 生涯

### 繼任將軍
文正元年七月三十日（1466年9月9日），義材作為足利義視之子，在義視的近習・種村氏邸出生，其母為日野良子。長享三年（1489年）三月廿六日，從兄義尚在征討近江國六角高賴期間死去，義材隨父親義視一起到達京都，參加義尚的葬禮，並希望成為義尚的繼承人。同時從兄香嚴院清晃（後來的足利義澄）則受到管領細川政元的推舉。由於政元反對義材繼任為將軍，為此因喪子而重新執政的足利義政沒有指定繼任將軍。延德二年（1490年）正月，義政逝世。在義政遺孀富子的推舉下，同年七月五日，義材繼任為室町幕府第10代將軍。

### 明應政變
義材繼任初期，實權掌握在大御所足利義視的手裡。延德三年（1491年）正月，義視死去，義材同前管領畠山政長協調，欲獨斷幕政。然而這卻將擁立義材的富子推向了對立面。同時時任管領細川政元也反對義材並支持清晃，一時間許多幕府高官都反對義材。同年八月，義材不顧政元的反對，繼承前將軍義尚的事業征討六角高賴並成功將其驅逐。
畠山氏在應仁之亂中分裂為畠山政長和畠山義就兩派。明應二年（1493年）二月，義就病逝，義材與政長等率軍赴河內，討伐其繼任者畠山義豐（基家）。然而反對派卻趁義材在外之機發動政變。同年四月，政元、富子以及伊勢貞宗等人宣佈廢黜義材，改擁立義澄為將軍。隨後更是肅清了義材在京都的黨羽，京都市中騷然（明應之變）。由於義材是被後土御門天皇親自任命為將軍的，因此天皇非常憤怒，甚至準備退位，但被權大納言甘露寺親長勸阻。而根據《公卿補任》記載，直到後土御門天皇駕崩之後，朝廷才承認義澄的將軍之位。
政變發生後，政元即派人出兵河內國，擊敗了義材與政長，政長最終自殺身亡。而義材則是持足利將軍家的兩件傳家寶：甲胄「御小袖」和「御劍」，前往政元家臣上原元秀的軍中投降。隨後義材被押往京都，幽禁在龍安寺。在此期間，富子指示毒死義材，但並未成功。

### 流離諸國和回到京都
被幽禁的義材得知自己將被流放至小豆島後，於明應二年（1493年）六月廿九日在側近的幫助下，逃離京都，前往畠山政長的領地——越中國放生津，並受到政長家臣神保長誠的保護，在該地區豎立幕府，稱為「越中公方」或「越中御所」。後世史學家稱之為「放生津幕府」。此時的義材僅僅只是沒有實力的亡命者。
明應七年（1498年）九月，義材改名為義尹，並移居越前國的朝倉貞景處。關於義尹移居越前之舉，存在多種說法。有一說認為義尹希望與政元方和解後能夠回到京都，另一種是義尹計劃向西進攻討伐義澄，還有一種說法則是認為義尹因與神保長誠不和，在越中失勢之故。日本歷史學者山田康弘認為，義尹此舉是為了請求貞景幫助他討伐義澄，因此決定親自前往朝倉的根據地一乘谷，說服貞景提供支持。另一方面，萩原大輔則是認為，義尹赴越前時僅有13名隨行人員，這表明他並非為了西進發動武力上洛，而是由於與神保長誠的對立，最終退出越中並向越前遷移。
隨後，義尹於明應八年（1499年）七月，與畠山政長之子畠山尚順聯手，發起軍事攻擊並試圖上洛，然而朝倉貞景並未參與此次軍事行動。相反地，神保陣營卻有參與，這一點可從《大乘院寺社雜事記》得到證實。在這場戰事中，延曆寺、根來寺和高野山的僧兵曾一度響應義尹，並一度逼近近江國，但最終在坂本被六角高頼擊敗。義尹雖逃至河內國，然而在那裡仍被政元擊敗。義尹最終只得逃往周防國，投奔在應仁之亂中曾支持父親義視的大內氏，寄居大內義興的門下。而畠山尚順則在失去河內國後，逃至紀伊國。
永正四年（1507年）六月，細川政元遭到暗殺，政元三位養子（澄之、澄元與高國）為爭奪細川氏京兆家家督之位發生內訌（永正錯亂）。義尹見機決定復辟，永正五年（1508年）四月，在得到大內氏軍事力量的支持後，義尹也獲得高國等勢力的支持，並與中國地方和九州的各大名，從山口出發，經過尾道、鞆，計劃以海路上洛。四月廿七日，義興與義尹一同進入和泉國堺。隨後在六月八日，義尹與義興成功上洛。七月一日，義尹復職為將軍，義興則擔任左京大夫（京兆）與管領代，與高國共同執掌幕政。

### 重任將軍職
隨後，義尹與義澄派在將軍職爭奪上展開了激烈的抗爭。永正六年（1509年）十月，義澄派曾派遣刺客暗算義尹，但遭義尹成功擊退。永正八年（1511年）八月，義澄在船岡山合戰爆發前病逝，而義尹派也在這場戰鬥中獲得了勝利，從而確定了義尹將軍職的復職。然而，義尹的政權是依賴高國及義興等人的軍事力量來支持的。因此，對於有強烈親政意向的義尹來說，經常無法完全按自己的意願行事。比如，在永正五年（1508年）八月，義尹復職後第一次出巡時，選擇了畠山尚順的宿舍作為御成先（這相當於義尹將尚順視為自己復職的最大功臣）。然而，這一舉動卻引發了義興的不滿，並為此在宴會中途離席，而高國也支持義興的立場。隨後，在永正九年（1512年）三月，後柏原天皇根據義尹的意向，將義興晉升為従三位。然而，到了永正十年（1513年）三月，義尹卻與細川、大內、畠山等勢力發生對立，因而逃往近江國甲賀郡。期間，義尹病重，甚至一度傳出死亡的消息，並在東寺和伊勢神宮進行祈禱，希望能恢復健康（《後法成寺關白記》與《東寺百合文書》等記載）。為此，高國、義興、尚順以及畠山義元4人於四月聯名立下誓書，表示會支持將軍的命令，雙方也在五月達成和解。在義尹康復後，4人及伊勢貞陸等人前往甲賀郡，迎義尹回京都。隨後，義尹改名為義稙。
然而，儘管義稙表示反對，永正十四年（1517年），在高國的決定下，伊達高宗仍被授予了將軍偏諱（取名為「稙宗」），並被任命為左京大夫。接著在永正十五年（1518年）八月，義興因領地內的種種問題辭去了管領代職位並返回山口。隨後，尚順也因相似的原因回到自己的領地，致使義稙與高國之間的對立逐漸加劇。

### 再度亡命
義興回國後，義稙失去了軍事支持，這也讓細川澄元看到了機會。於是，義稙在永正十五年（1519年）十二月命赤松義村去處置澄元及其家臣。當時逃到阿波國的澄元，於永正十六年（1519年）十月起兵，並在十一月上陸攝津國。為此，義稙於十一月三日命令義村支援高國。雖然義稙在永正十年（1513年）與高國達成和解，但義村原本就是義澄－澄元派的支持者，因此也有可能從這時起，義稙便通過赤松氏與澄元暗中保持聯繫。
永正十七年（1520年）二月，高國在尼崎遭遇大敗，敗退至京都。二月十七日，高國向義稙提出一起逃往近江國的請求，但遭義稙拒絕。此時，澄元已向義稙表示效忠，並送來了書信。隨後，在三月，澄元家臣三好之長代替逃往近江國的高國進入京都。由於義稙非常希望能親自掌控政務，因此可能是想利用較年輕的澄元來掌握權力。然而，隨著在近江國恢復勢力的高國於五月五日在等持院（京都市中京區）擊敗澄元（等持院之戰），重新進入京都，而澄元也逃回了阿波國。
從這之後，義稙與高國的關係變得非常緊張且惡劣（其一是，義稙於五月一日允許澄元繼承細川家家督。其二是，高國無視義稙，專權幕政）。大永元年（1521年）三月七日，義稙離開了受高國掌控的京都，逃到和泉國堺。一般認為，義稙是想要離開高國的控制，並組織起討伐高國的軍隊。然而，只有少數幾位忠心的側近，如畠山順光等人跟隨了義稙，大多數的政所頭人如伊勢貞忠和其他奉行人則選擇留在京都，放棄支持義稙。另外，由於這一事件發生在原本計劃舉行的後柏原天皇即位儀式前夕，致使天皇十分生氣，命令高國準備即位儀式，並依計劃舉行。隨後，在後柏原天皇的同意下，高國也改擁立足利義澄之子足利義晴為新任將軍，義稙自此失去了朝廷的支持和信賴。
之後，義稙從和泉國逃到淡路國的志筑浦，同時謀劃再次起兵，與高國對抗。義稙與高國妻子的兄弟、和泉守護細川澄賢（細川政賢之子）以及河內守護畠山義英等人結盟，並在十月時重新返回堺。然而，由於兵力無法集結，最終未能擊敗高國。接著義稙在沼島隱藏了一段時間，並計劃重新振作。最後，義稙前往細川讃州家尋求支持，可卻在大永三年（1523年）四月九日，病逝於阿波國撫養，享年58歲。

## 官位敘任履歷
- 長享元年（1487年）
  - 八月廿九日，敘從五位下，任左馬頭。22歲。
- 延德二年（1490年）
  - 七月五日，征夷大将軍宣下。25歲。
  - 同日，敘從四位下，任右近衛中将。
  - 同日，任参議。
- 明應三年
  - 十二月廿七日（1495年1月23日），足利義澄被封為征夷大将軍。29歲。
  - 然而《公卿補任》在明應九年（1500年）仍稱足利義材為「征夷大将軍」。
- 文龜元年（1501年）
  - 《公卿補任》記載，此年辭去参議一職。36歲。
  - 左近衛中将在任。
- 永正五年（1508年）
  - 七月一日，敘從三位，任權大納言。43歲。
  - 同日，再次被封征夷大将軍。
  - 十二月廿七日，敘從二位。
- 永正十六年（1519年）
  - 九月廿七日，補任源氏長者・淳和獎學兩院別当。54歲。
- 永正十八年（1522年）
  - 十二月廿五日（1522年1月22日），征夷大将軍之職被改授予足利義晴。56歲。
  - 權大納言、源氏長者、淳和獎学兩院別当在任。
- 大永三年（1523年）
  - 四月九日死去。享年58歲。
- 天文四年（1535年）
  - 四月八日贈從一位太政大臣。

## 接受其偏諱的人物
- 義材時代（｢材｣字）
  - 武家
    - 北畠材親
    - 京極材宗
    - 宗材盛
- 義尹時代（｢尹｣字）
  - 公家
    - 二條尹房
    - 勸修寺尹豐

  - 武家
    - 細川尹賢
    - 伊東尹祐
    - 澀川尹繁
- 義稙時代（｢稙｣字）
  - 公家
    - 近衛稙家
    - 九條稙通

  - 武家
    - 葛西稙清
    - 葛西稙信
    - 朽木稙綱
    - 波多野稙通
    - 畠山稙長
    - 伊達稙宗
    - 富樫稙泰
    - 細川稙國
    - 長野稙藤
    - 稗貫稙重

## 出處
1. ↑  西島太郎（2018）P.319
2. ↑  長江正一（1989）P.13
3. ↑  山田康弘（2016）P.108
4. ↑  萩原大輔（2011）P.86-87
5. ↑  『大乗院寺社雑事記』明應八年九月一日條
6. ↑  『萩藩閥閲録』
7. ↑  『重編応仁記』
8. ↑  藤井崇（2014）P.77-83
9. ↑  福尾猛市郎（1989）P.206
10. ↑  浜口誠至（2014）P.88-90
11. ↑  浜口誠至（2014）P.112-116；280-282
12. ↑  大阪府史 第4巻《中世編 Ⅱ》（1981）P.307
13. ↑  浜口誠至（2014）P.225-227
14. ↑  長江正一（1989）P.24
15. ↑  長江正一（1989）P.25
16. ↑  浜口誠至（2014）P.203-231
17. ↑  浜口誠至（2014）P.231-232
18. ↑  浜口誠至（2014）P.232-234
19. ↑  水野智之（2005）P.246-249
20. ↑  長江正一（1989）P.37

| 足利義稙        |                                                                      |                 |
| 军职            |                                                                      |                 |
| 前任： 足利義尚 | 征夷大將軍 1490年7月22日－1493年8月11日 1508年7月28日－1522年1月22日 | 繼任： 足利義澄 |
| 前任： 足利義澄 | 征夷大將軍 1490年7月22日－1493年8月11日 1508年7月28日－1522年1月22日 | 繼任： 足利義晴 |
| 貴族爵位和頭銜  |                                                                      |                 |
| 前任： 足利義尚 | 足利將軍家第10代當主 1547年 - 1565年 1508年－1522年                  | 繼任： 足利義澄 |
| 前任： 足利義澄 | 足利將軍家第10代當主 1547年 - 1565年 1508年－1522年                  | 繼任： 足利義晴 |
| 前任： 久我豐通 | 源氏長者 1519年－1523年                                              | 繼任： 久我通言 |